# Fachwerkhaus Auf den Bergen 11 (Radebeul)
Das Fachwerkhaus Auf den Bergen 11 ist ein unter Denkmalschutz stehendes, ehemaliges Nebengebäude der Goldschmidtvilla (Auf den Bergen 9) im Stadtteil Niederlößnitz der sächsischen Stadt Radebeul. Die derzeitigen Eigentümer, eine Winzerfamilie, betreiben dort die Besenwirtschaft Jägerhof im Paradies, benannt nach dem nahegelegenen ehemaligen Gasthaus „Zum Jägerhof“ sowie dem oberhalb gelegenen Weinberg Paradies. Haus und Grundstück liegen in der Weinbaulage Radebeuler Steinrücken sowie im Denkmalschutzgebiet Historische Weinberglandschaft Radebeul, dazu auch im Landschaftsschutzgebiet Lößnitz. Der vor dem Haus vorbeiführende Weg Auf den Bergen ist Teil des sächsischen Weinwanderwegs.

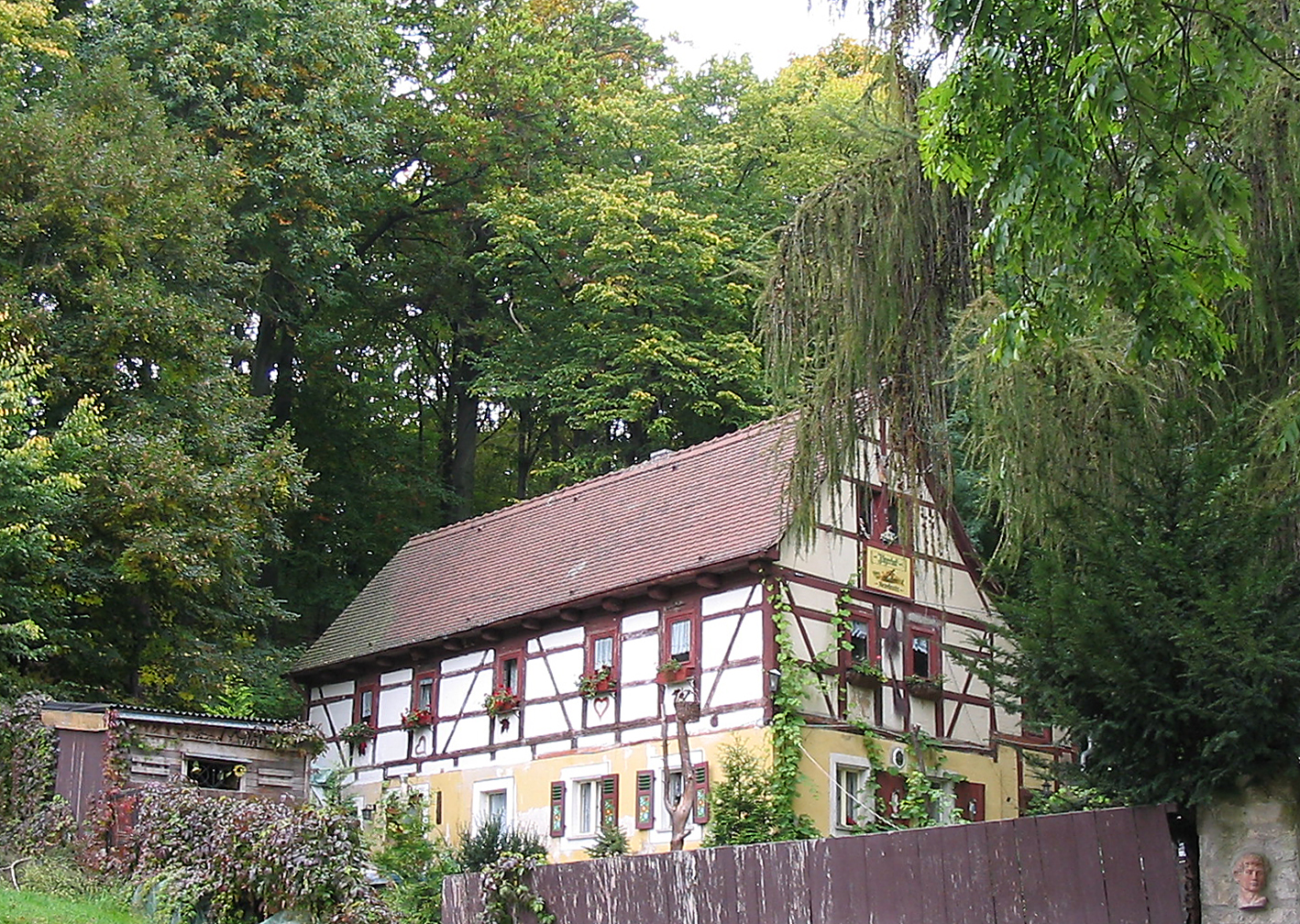
Fachwerkhaus Auf den Bergen 11

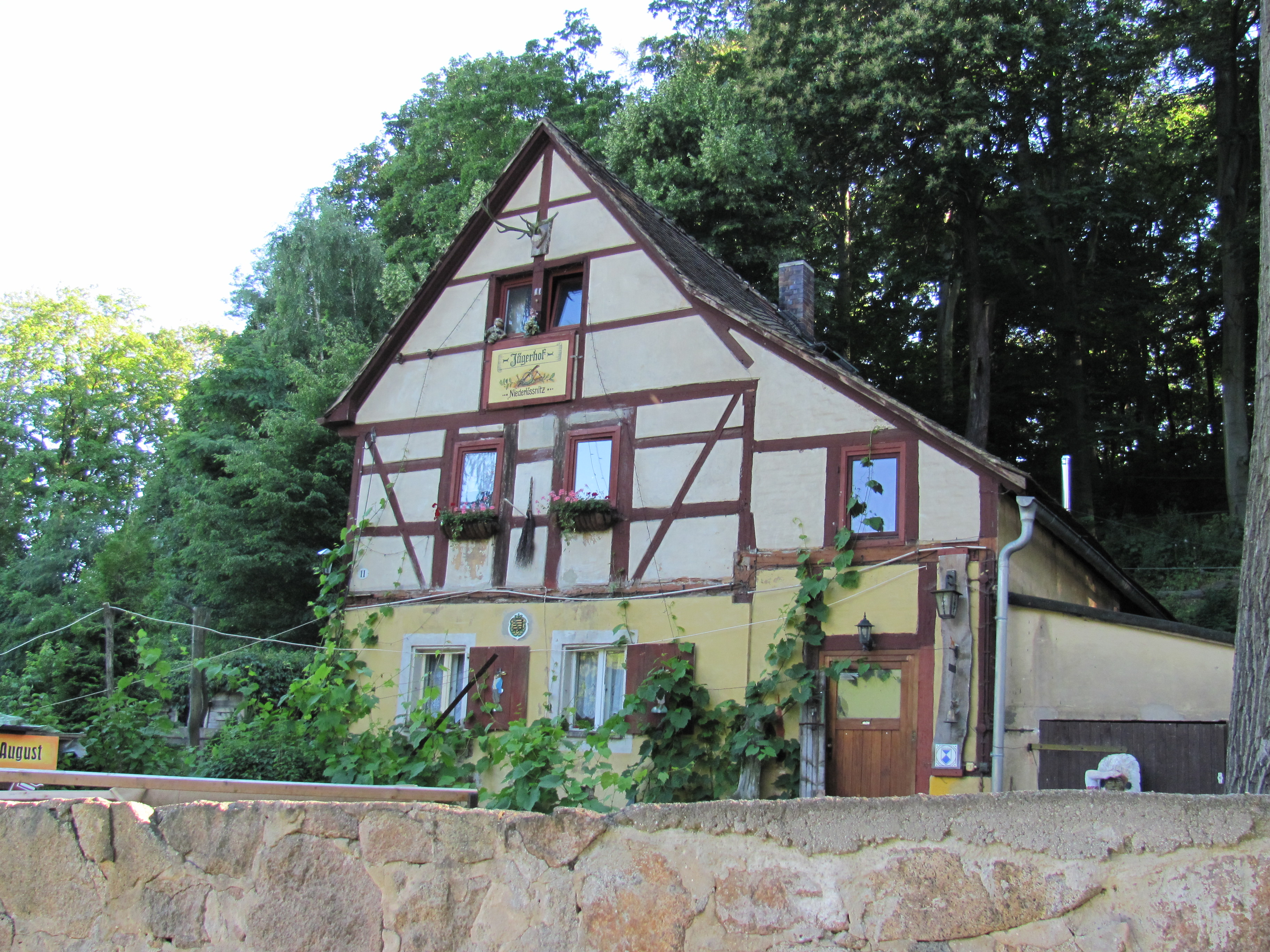
Fachwerkhaus mit Anbau. Weiter links liegt die Goldschmidtvilla

## Beschreibung
Das Gebäude steht giebelständig zur Straße. Es ist zweigeschossig, auf der Straßenseite zweiachsig, die Längsseite ist fünf Fensterachsen lang. Das Erdgeschoss ist massiv ausgebildet, das Obergeschoss besteht aus Holzfachwerk; darüber sitzt ein mit Biberschwänzen gedecktes Satteldach. Zur Westseite (von der Straße aus rechts) ist das Dach abgeschleppt, darunter befindet sich ein mit Ziegeln aufgemauerter Anbau aus dem 19. Jahrhundert, der in den 2010er Jahren freigelegt wurde.
Die von Sandstein umfassten Fenster im Erdgeschoss weisen teilweise Klappläden auf.

## Geschichte

Gasthaus Jägerhof von Osten (links unten), links oben die Goldschmidtvilla mit dem Fachwerkhaus rechts daneben zwischen den Bäumen; in der Bildmitte Haus Barnewitz. Der Weinberg Paradies ist nach der Reblauskatastrophe verbuscht (Postkarte von 1906).

Die Welzigberge waren im 18. und 19. Jahrhundert eine Reihe von amtsunmittelbaren Weinbergsgrundstücken im Osten der Flur von Kötzschenbroda, heute Stadtteil der sächsischen Stadt Radebeul. Sie unterstanden als Eigentümerberge der Amtshauptmannschaft Dresden-Neustadt. In diesen Weinbergen stand auch das zwischen 1710 und 1730 errichtete Fachwerkhaus als Wirtschaftsgebäude im Weinberg. Wenige hundert Meter westlich stand der bereits um 1660 entstandene Winzerhof Haus Barnewitz (Auf den Bergen 15).
Im Jahr 1803 unterstand die Region als kurfürstlicher Besitz Friedrich Augusts I. der Verwaltung des oberelbischen Weindorfes Loschwitz. Auf den Welzigbergen lebten zu jener Zeit 55 Menschen. Mitte des 19. Jahrhunderts gehörte das ausgedehnte Weinbergsgrundstück am Fuß der Welzigberge mit einigen älteren Gebäuden, ebenso wie das oberhalb gelegene Paradies, den Grafen von Hohenthal-Dölkau. Es handelte sich dabei um den nördlichen Teil des ehemals königlichen Eckbergs, zu dem auch die südlich gelegenen Grundstücke an der späteren Terrassenstraße gehörten.
Nachdem das Anwesen seit Ende des 19. Jahrhunderts, nach der Reblauskatastrophe in der Lößnitz, als Sommersitz im Besitz der Familie des Berliner Bankiers Joseph Goldschmidt war, ließ dieser ab 1892 weitere Nebengebäude errichten; 1894 entstanden dort durch den Bauunternehmer Carl Georg Semper anstelle eines Weinbergshauses eine repräsentative Villa im Schweizerstil nach dem Entwurf von Adolf Neumann, die sogenannte Goldschmidtvilla, sowie ein parkartiger Garten. Das westlich danebenstehende Fachwerkhaus wurde als Bedienstetenhaus mit Backstube genutzt. Nach der „Arisierung“ des Anwesens sowie dem Ende des Zweiten Weltkriegs war es zu DDR-Zeiten Hausmeistergebäude der FDGB-Schule.
Um 1996 erwarb ein Weinbauer das verfallende Fachwerkhaus und begann die Sanierung des alten Gemäuers. Dabei fand er im Jahr 2016 hinter einer zugemauerten Öffnung eine eiserne Backofenklappe und in dem Ofen zahlreiche Unterlagen der Langemarck-Schule, die während des Zweiten Weltkriegs in der nebenan stehenden Villa untergebracht war. Die Unterlagen sollten wohl zum Ende des Kriegs in dem Ofen vernichtet werden. Nach dem Fund sollen sie wohl dem Radebeuler Stadtarchiv angeboten werden.